# Refugio Giner de los Ríos
El refugio Giner de los Ríos es un refugio de montaña guardado, situado en la zona central de La Pedriza, un área de gran interés geológico, paisajístico y deportivo de la Sierra de Guadarrama (perteneciente al Sistema Central).

## Descripción
Administrativamente se ubica en el término municipal de Manzanares el Real, en el noroeste de la Comunidad de Madrid (España). Está situado en el valle del arroyo de la Dehesilla, a 1200 metros de altitud y en el límite entre la Pedriza Anterior y la Pedriza Posterior. Tiene capacidad para cincuenta personas, dispone de un bar y ofrece desayunos y cenas. También da mantas y agua corriente, y dispone de radio de emergencia, botiquín y servicio de guías. Permanece abierto durante los fines de semana y épocas vacacionales.

## Historia

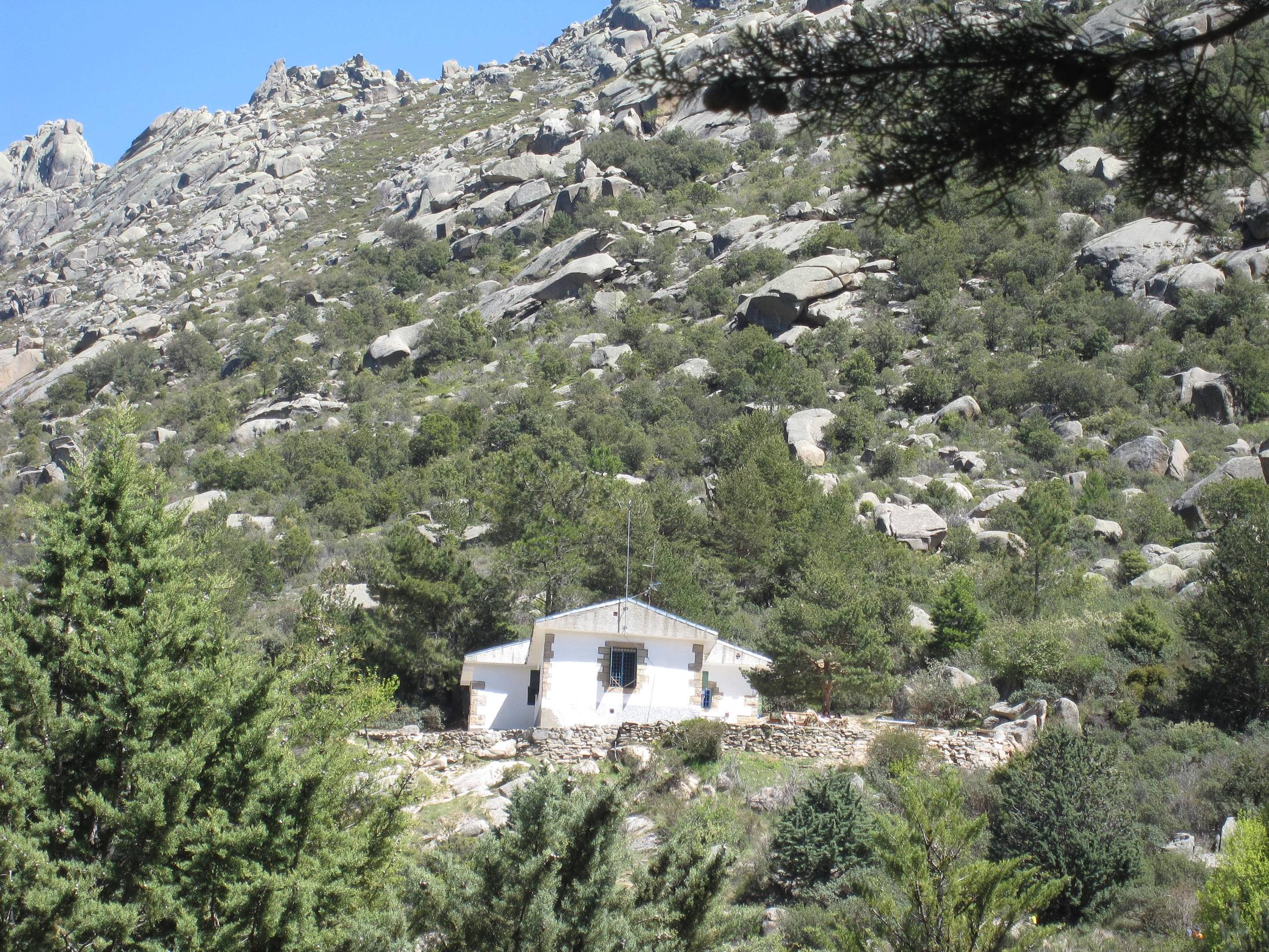
El refugio visto desde el camino de acceso.

Sus obras comenzaron en 1914, gracias a la creciente afición al montañismo que se experimentaba a principios del siglo XX en la Sierra de Guadarrama. El rey Alfonso XIII hizo varias aportaciones económicas y se inauguró el 15 de mayo de 1916 siendo el primer refugio propiedad e iniciativa de la Real Sociedad Española de Alpinismo Peñalara. Se le puso el nombre de Francisco Giner de los Ríos, que fue fundador de la Institución Libre de Enseñanza y gran amante del Guadarrama. Está guardado por Guzmán García.

## Accesos
Al refugio se accede por un camino marcado con marcas blancas y rojas (propias de Gran Recorrido) que sale de Canto Cochino, una zona con aparcamientos y un restaurante. Este trayecto dura unos 45 minutos.